# Jiří Pokorný (režisér)
Jiří Pokorný (* 4. dubna 1967 Kroměříž) je český režisér a dramatik.

## Život
Maturoval na gymnáziu v Ostravě. Po základní vojenské službě vystudoval režii na Divadelní fakultě AMU. V roce 1993 se v rámci projektu Tempus zúčastnil stáže v Antverpách a v roce 1995 stáže na Royal Court Summer School v Londýně.
V letech 1993–1997 byl režisérem a uměleckým šéfem Činoherního studia v Ústí nad Labem. V letech 2001–2004 byl uměleckým šéfem HaDivadla a v letech 2002–2006 byl členem uměleckého vedení Divadla Na zábradlí.
Jako host režíroval též v divadlech: Národní divadlo v Praze, Divadlo Josefa Kajetána Tyla, Divadlo Ta Fantastika, Dejvické divadlo.

## Dílo

### Divadelní hry
- Valašská čtverylka (1993) (uvedeno pod pseudonymem J. L. Fást) – absolventské představení v Dejvickém divadle
- Taťka stříli góly (1997) – 1. místo v dramatické soutěži o Cenu Alfréda Radoka za nejlepší českou původní hru.
- Odpočívej v pokoji (1998) – 1. místo v dramatické soutěži o Cenu Alfréda Radoka za nejlepší českou původní hru. Uvedeno v anglickém překladu v National Theatre Londýn
- Plechovka (1999) (uvedeno pod pseudonymem Jarol Ostraval)
- Denis (Epilog k Monologům vagíny) (2003)
- Milada (nedokončená opera) (premiéra 18. května 2007, Divadlo Na zábradlí)
- Kabelky (2009)
- Zkurvený fáro (2010)
- Hvězda stříbrného plátna (premiéra 4. března 2011, Reduta, Národní divadlo Brno)
- Domov můj (premiéra 21. října 2011, Divadlo Na zábradlí)

### Divadelní režie

#### Činoherní studio Ústí nad Labem
- Gabriela Preissová: Její pastorkyňa (premiéra: 29. září 1993)
- Frank Wedekind: Procitnutí jara (premiéra: 9. březen 1994)
- Jan Antonín Pitínský: Matka (premiéra: 24. březen 1995)
- Vladimír Páral – Markéta Bláhová: Profesionální žena aneb Sonička v říši divů a za plexisklem (premiéra: 4. prosinec 1996)
- Sofoklés: Élektra (premiéra: 26. červen 1998)
- Jiří Pokorný: Taťka střílí góly (premiéra: 22. leden 1999)
- Lenka Havlíková: Krysa (premiéra: 22. duben 2000)

#### HaDivadlo
- Venědikt Vasiljevič Jerofejev: Moskva – Petuški (překlad: Leoš Suchařípa, premiéra: 14. květen 1999)[1]
- Mark Ravenhill: Faust (Faust je mrtvý) (překlad: Jitka Sloupová, premiéra 28. listopad 2000) – cena Alfréda Radoka za hru roku 2000[2]
- Marius von Mayenburg: Tvář v ohni (překlad: Josef Balvín, premiéra: 14. květen 1999)[3]
- Urs Widmer: Top Dogs (překlad: Jitka Jílková a Roman Olekšák, premiéra 8. listopad 2002)[4]

#### Divadlo Na zábradlí
- Daniil Charms: Jelizaveta Bam (1998), překlad Ondřej Mrázek
- Jean-Claude Carriere: Terasa (2001)
- George Tabori: Balada o vídeňském řízku (2001)
- David Gieselmann: Pan Kolpert (premiéra 22. května 2003)[5]
- Roland Schimmelpfennig: Push up 1-3 (premiéry 24. června a 12. září 2003)[6]
- Gabriela Preissová:Gazdina roba (premiéra 16. května 2004)[7]
- Včas milovat, včas umírat (2004),
- Marek Horoščák: W. zjistil, že válka je v něm (premiéra 24. dubna 2005)[8]
- Brian Friel: Afterplay (premiéra 10. září 2004)[9]
- Anton Pavlovič Čechov:Platonov je darebák! (překlad Ivan Wernisch, premiéra 25. listopadu 2005)[10]
- Robert Blanda: Nám můžete věřit (premiéra: 9. duben 2006)[11]
- William Shakespeare: Troilus a Kressida (Překlad Jiří Josek, premiéra 27. listopadu 2006)[12]
- Milada (premiéra 18. května 2007)[13]
- Michal Walczak: Pískoviště (překlad: Jiří Vondráček, premiéra 12. dubna 2007)[14]
- Jáchym Topol: Cesta do Bugulmy (premiéra 15. června 2007)[15]
- Ingmar Bergman: Sarabanda (premiéra 24. ledna 2008)[16].

#### Národní divadlo v Praze
- Iva Volánková: Stísněná 22 (premiéra 21. březen 2003, Stavovské divadlo)
- Caryl Churchill: Prvotřídní ženy (Top Girls) (premiéra 26. únor 2004, Stavovské divadlo)
- Josef Kajetán Tyl: Krvavé křtiny aneb Drahomíra a její synové (premiéra 28. leden 2005, Národní divadlo)
- David Harrower: Blackbird (premiéra 11. březen 2010, Divadlo Kolowrat)

#### Divadlo Josefa Kajetána Tyla
- Zdeněk Fibich: Šárka (2000) – děj opery byl přenesen do 50. let 20. století. Toto uvedení vyvolalo skandál.[17][18]
- Otakar Ostrčil: Kunálovy oči (premiéra: 30. březen 2002)

#### Ta Fantastika
- Obraz Doriana Graye, muzikál na námět Oscara Wildea (premiéra 18. února 2006)
- Mark Ravenhill: Produkt (překlad Zuzana Krulichová, premiéra 15. března 2007)[19]
- Němcová!, muzikál ze života české spisovatelky Boženy Němcové (premiéra 12. května 2008)[20]

#### Dejvické divadlo
- Patrick Marber: Dealer's Choice (premiéra 11. prosinec 2010)[21]
- Henrik Ibsen: Přízraky (premiéra 15. dubna 2019)[22]